# Hypolambrus
Hypolambrus is een geslacht van kreeftachtigen uit de klasse van de Malacostraca (hogere kreeftachtigen).

## Soort
- Hypolambrus hyponcus (Stimpson, 1871)